# Anatoli Boukreev
Pour les articles homonymes, voir Boukreïev.
Anatoli Nikolaïevitch Boukreïev  (en russe : Анато́лий Никола́евич Букре́ев), né le 16 janvier 1958 à Korkino et mort le 25 décembre 1997 dans l'Annapurna, est un alpiniste et guide de haute montagne kazakh.
Ayant gravi dix des quatorze sommets de plus de 8 000 mètres de la planète, dont sept sans apport artificiel d'oxygène, il est considéré comme l'un des plus grands alpinistes de haute altitude de son époque.
Il est devenu célèbre pour son rôle lors de la tragédie de 1996 sur l'Everest.

## Biographie
Boukreïev est né en janvier 1958 à Korkino, dans l'Oural russe. Après avoir terminé ses études secondaires, il entre à l'université de Tcheliabinsk où il se spécialise en physique et obtient un diplôme en sciences en 1979.

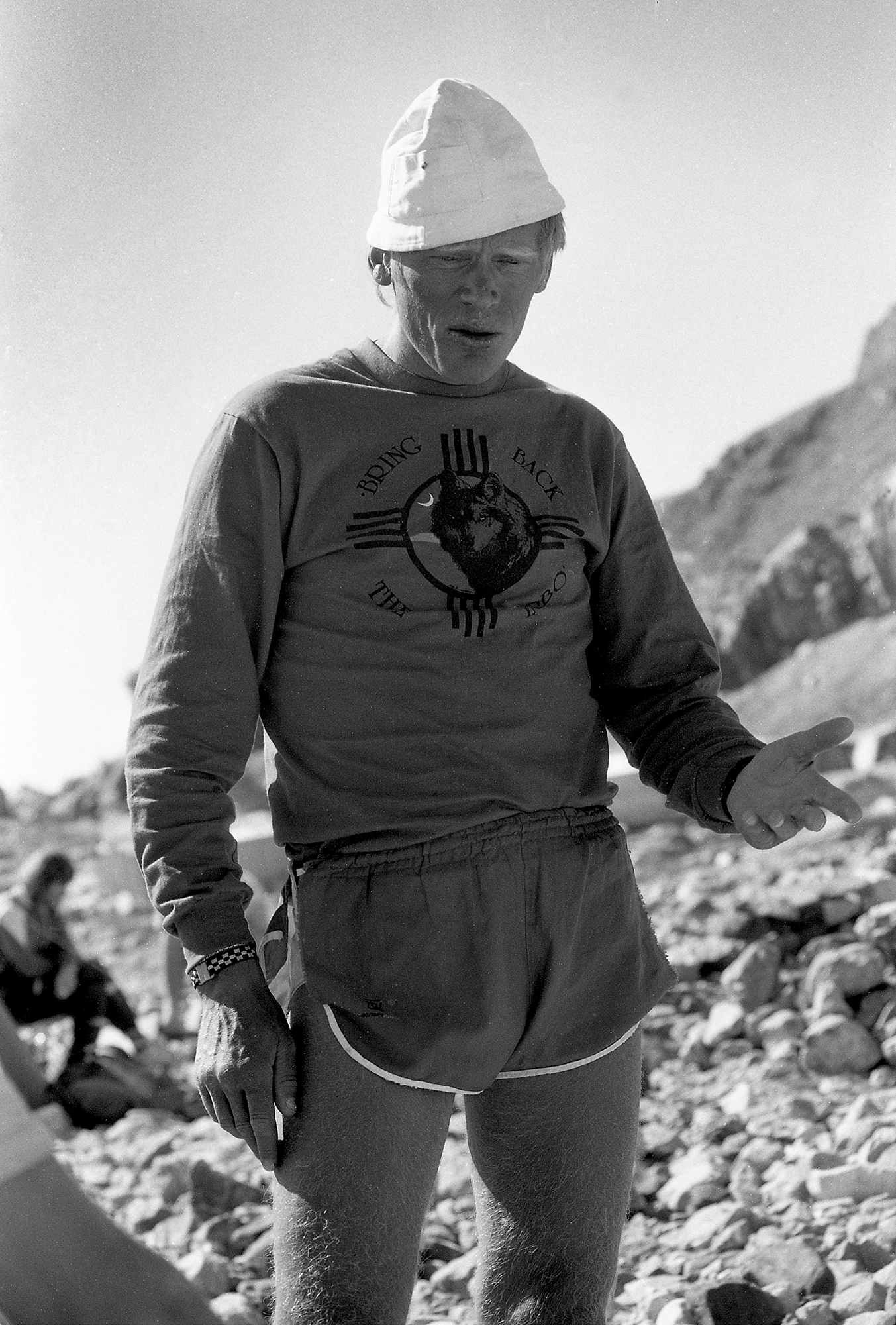
Anatoli Boukreïev en 1991.

En 1989, il connaît son premier grand succès dans l'Himalaya lorsqu'il fait partie d'une expédition d'alpinisme soviétique qui escalade le Kangchenjunga, troisième plus haute montagne du monde.
Boukreïev a passé une grande partie de sa vie au Kazakhstan dont il a obtenu la nationalité après l'effondrement de l'Union soviétique.

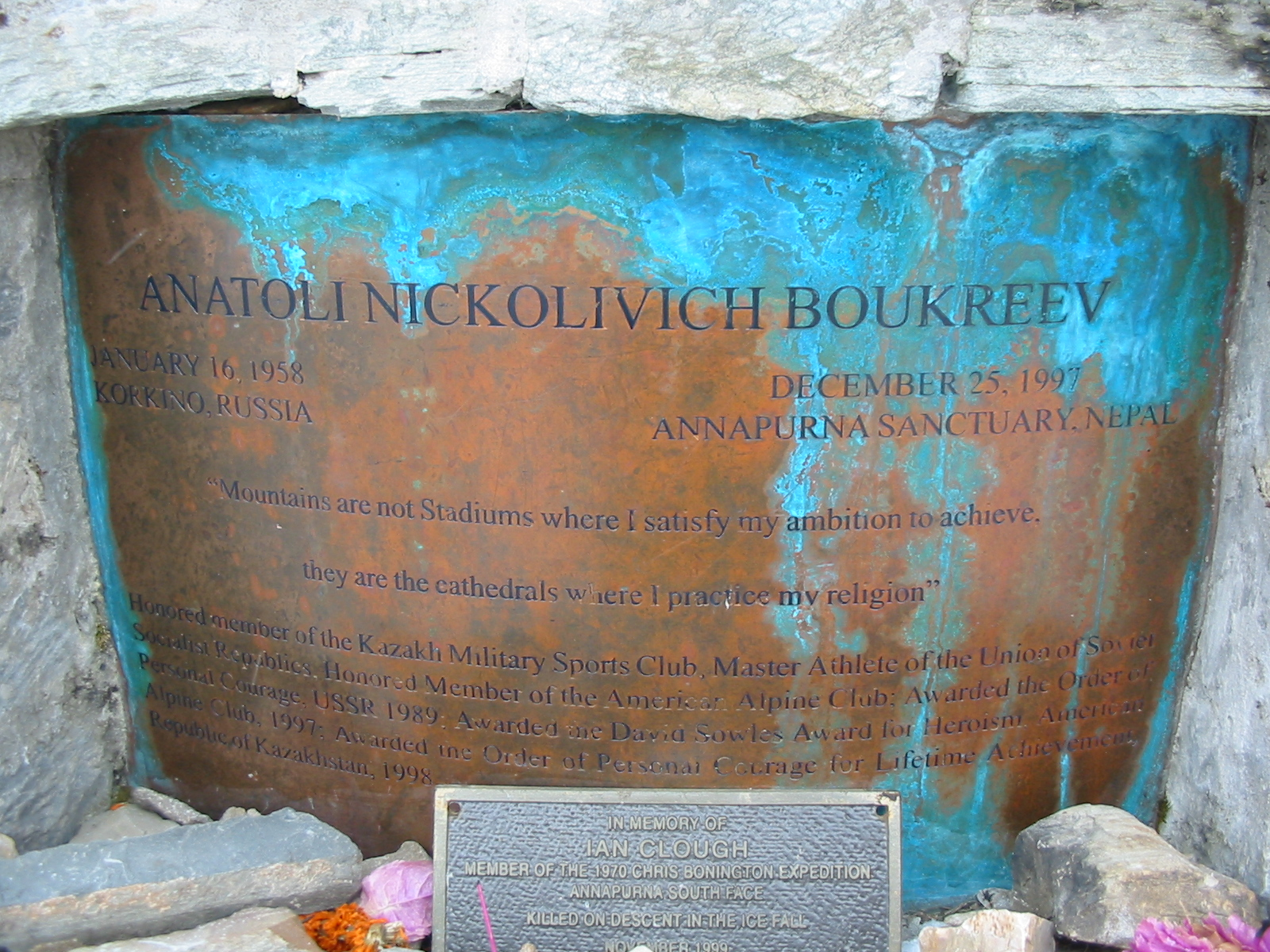
Plaque à la mémoire d'Anatoli Boukreïev au camp de base de l'Annapurna.

Il meurt le 25 décembre 1997, emporté par une avalanche lors d'une tentative d'ascension hivernale de l'Annapurna par la face sud en compagnie de Simone Moro et de Dimitri Sobolev,.

## Saison de 1996 sur l'Everest
En mai 1996, Boukreïev est employé par l'entreprise Mountain Madness pour guider une expédition commerciale dirigée par Scott Fischer et qui doit amener huit personnes au sommet de l'Everest.
Lors de la descente, l'équipe est surprise par une violente tempête de neige.
Le journaliste Jon Krakauer, qui faisait partie d'une autre équipe présente sur l'Everest lors de la tragédie (Adventure Consultants fondée par Rob Hall), rapporte que Boukreïev était monté au sommet sans apport artificiel d'oxygène.
Selon Krakauer, cette attitude l'empêchait de pleinement jouer son rôle de guide au maximum de ses aptitudes, critique reprise par certains de ses collègues guides.
On le critiqua aussi sur le fait qu'il serait redescendu trop rapidement du sommet.
Lors de la tempête, le guide kazakh fut l'un des principaux artisans du sauvetage des alpinistes en perdition.
Boukreïev remonta à deux reprises vers le sommet, en pleine tempête et au péril de sa vie,.
Il réussit à sauver trois alpinistes de l'expédition (Tim Madsen, Charlotte Fox (en) et Sandy Hill Pittman (en)) qui s'étaient égarés lors de leur redescente vers le camp IV (7 906 m) situé au Col Sud ,.
Ceux-ci, aveuglés et désorientés par la tempête et la tombée de la nuit, s'étaient dirigés vers la partie Est du Col Sud et la face du Kangshung, alors que le camp se situait dans sa partie Ouest. 
Il se lança également dans une tentative désespérée de sauvetage de Fischer, bloqué plus haut dans la montagne, mais à son arrivée, celui-ci était déjà mort.
Le 17 mai, après deux jours de repos au camp de base, il réalise l'ascension du Lhotse par le Col Sud.
Le 6 décembre 1997, le Club alpin américain lui décerna le Prix en mémoire de David A. Sowles (en) pour son héroïsme dans le sauvetage des alpinistes perdus dans la tempête.

## Autres ascensions
- Pic Lénine, 1987, 7 134 m
- Kangchenjunga, 1989, seconde et nouvelle voie 8 586 m
- Dhaulagiri, 1991, premier Kazakh 8 167 m
- Pic Pobeda, première ascension hivernale, 7 439 m
- Khan Tengri, première ascension en solo, 7 010 m
- Makalu 2, 1994, 8 460 m
- Makalu, 1994, 8 476 m
- Manaslu, 1995, 8 163 m
- Lhotse, 1997, 8 501 m
- Broad Peak, 1997, 8 047 m
- Gasherbrum II, 1997, 8 035 m

Entre 1989 et 1997 il a gravi avec succès à 18 reprises des pics de plus de 8 000 mètres et a atteint 10 des 14 sommets de plus de 8 000 mètres.